# Sekita Hiroshi
Hiroshi Sekita (sinh ngày 2 tháng 10 năm 1989) là một cầu thủ bóng đá người Nhật Bản.

## Sự nghiệp câu lạc bộ
Hiroshi Sekita đã từng chơi cho FC Gifu và AC Nagano Parceiro.